# Japan (mangá)
Japan (ジャパン) é um mangá one-shot escrito por Buronson (autor de Hokuto no Ken) e ilustrado por Kentaro Miura (autor de Berserk). Ele foi publicado pela editora Hakusensha na revista Young Animal em 1992.

## Enredo
Um yakuza, apaixonado por uma repórter de televisão, viaja para Barcelona, Espanha, onde ela está fazendo uma reportagem sobre o que pensam os estrangeiros do povo japonês, e como as pessoas japonesas se vêem; durante seu discurso, ela faz um paralelo entre o moderno dia no Japão e a antiga Cartago, dizendo que os cartagineses foram aniquilados pelos romanos por causa da mesma atitude que o povo japonês tem hoje em dia, e porque a superioridade econômica traz guerra, e no final perde a força militar. De repente há um terremoto, e fantasmas cartagineses trazem o grupo (dois yakuza, a repórter e dois estudantes universitários) para o futuro, onde o nível do mar aumentou e todas as ilhas que compõem o arquipélago japonês foram submersos; o povo japonês, assim, emigrou para outros países, e agora eles estão espalhados ao redor do mundo, e em particular na Europa, onde após um cataclismo foi estabelecida uma ditadura, eles se tornaram escravos e bandidos. O Japão é muito longe, e os japoneses estão perdidos e oprimidos: mas entre os recém-chegados, desesperado sobre o que eles descobriram, o yakuza, que deseja proteger a mulher que ele ama carinhosamente, tem um objetivo. O Japão pode ser refundado, se o povo japonês se reunir para lutar por ele.